# Ян Ян (актор)
Ян Ян (кит. трад. 楊洋, спр. 杨洋, піньїнь: Yáng Yáng, акад. Ян Ян, нар. 9 вересня 1991) — китайський актор. Свій акторський дебют він здійсним своєю роллю в китайському телевізійному серіалі «Сон у червоних особняках» (2010). Відтоді він отримав визнання завдяки своїм ролям у телевізійних серіалах «Втрачена гробниця» (2015), «Дівчина-вихор» (2015), «Твоя спокуслива посмішка» (2016), «Бойовий всесвіт» (2018), «Аватар короля» (2019), «Ти моя слава» (2021), «Слава спецназу» (2022), «Хто править світом» (2022) та у фільмах «Ліве вухо» (2015), «Я належав тобі» (2016), «Одного разу» (2017).
У 2017 році він посів 5 місце в рейтингу Forbes «100 китайських знаменитостей», в 2019 році — 27 місце та в 2020 році — 44 місце. Він був першим китайськими носієм олімпійського вогню на Літніх Олімпійських іграх 2016 року в Греції 22 квітня 2016 року.

## Раннє життя
У віці 11 років Ян був зарахований на Факультет танцю в Коледжі мистецтв Народно-визвольної армії в Китаї. Він також деякий час навчався в Центральній академії драми.

## Кар'єра

### 2007—2014: Початок
У грудні 2007 року режисер Лі Шаохун обрав його на головну роль Цзя Баоюя у серіалі «Сон у червоних особняках». Один із найдорожчих китайських телесеріалів, виробництво якого склало 118 мільйонів юанів (17,55 мільйонів доларів США), прем'єра 50-серійної серіалу відбулася 6 липня 2010 року.
У 2011 році Ян знявся у фільмі «Заснування партії», патріотичній данині, в якій детально описується процес створення Комуністичної партії Китаю. Він продовжував поповнювати свою фільмографію, знявшись у військових серіалах «Війна сльозам не вірить» (2012) і «Останнє завоювання» (2013), а також у романтичному серіалі «Квіти пінелії тернатої» (2013).
29 квітня 2014 року Ян закінчив свій 7-річний контракт зі своїм агентством Rosat Entertainment.

### 2015—2016: Набирання популярності та сплеск успіху
У 2015 році Ян почав завойовувати визнання завдяки своїй ролі в «Ліве вухо», фільмі про повноліття, який також є режисерським дебютом Алека Су. Фільм став касовим хітом, і Ян отримав позитивні відгуки про свою роль Сюй Ї. Потім він брав участь у туристичному реаліті-шоу «Діви відправляються в подорож», яке стало популярною темою в Інтернеті в момент його виходу в ефір, і допомогло Яну очолити «Рейтинг зірок китайських реаліті-шоу 2015». Далі він знявся в пригодницько-екшн вебсеріалі «Втрачена гробниця» за мотивами однойменного роману. «Втрачена гробниця» стала найпопулярнішим вебсеріалом року, і Ян отримав визнання серед шанувальників роману та глядачів за його роль Чжана Ціліна. Потім Ян зіграв головну чоловічу роль у молодіжному спортивному серіалі «Дівчина-вихор», яка отримав один із найвищих рейтингів за кількістю переглядами глядачами у тому році. Він також випустив свій перший сингл «Tender Love». Наприкінці року Ян отримав кілька нагород, серед них «Найпопулярніший телевізійний актор року» на «Карнавальна ніч багатьох відомих зірок від iQiyi 2016» та нагороди «Найочікуваніший актор» і «Найвпливовіший актор» на церемонії вручення премії Китайської телевізійної драми.
У 2016 році Ян вперше з'явився на новорічному гала-концерті від CCTV, де його пісня «Father and Son» разом із Тун Тєсінь була визнана найпопулярнішою програмою. Він зіграв головну роль у молодіжному романтичному серіалі «Твоя спокуслива посмішка», що знятий за мотивами однойменного роману автора Ґу Маня. Серіал став міжнародним хітом і є найпопулярнішими сучасними серіалом у Китаї. Після виходу в ефір серіалу «Твоя спокуслива посмішка» Ян відчув величезний сплеск популярності та успішно увірвався в основну частину акторської індустрії в Китаї. Щоб подякувати своїм шанувальникам, Ян випустив пісню «Love is Crazy», сингл у стилі джаз/рок. Потім він зіграв головну роль у романтичному фільмі «Я належав тобі», який мав величезний успіх і побив рекорд касових продажів романтичних фільмів, що були вироблені материковим Китаєм. CBN Weekly назвав Ян Ян одним із 10 найкращих китайських знаменитостей із найбільшою комерційною цінністю.

### 2017—тепер: Продовження успіху

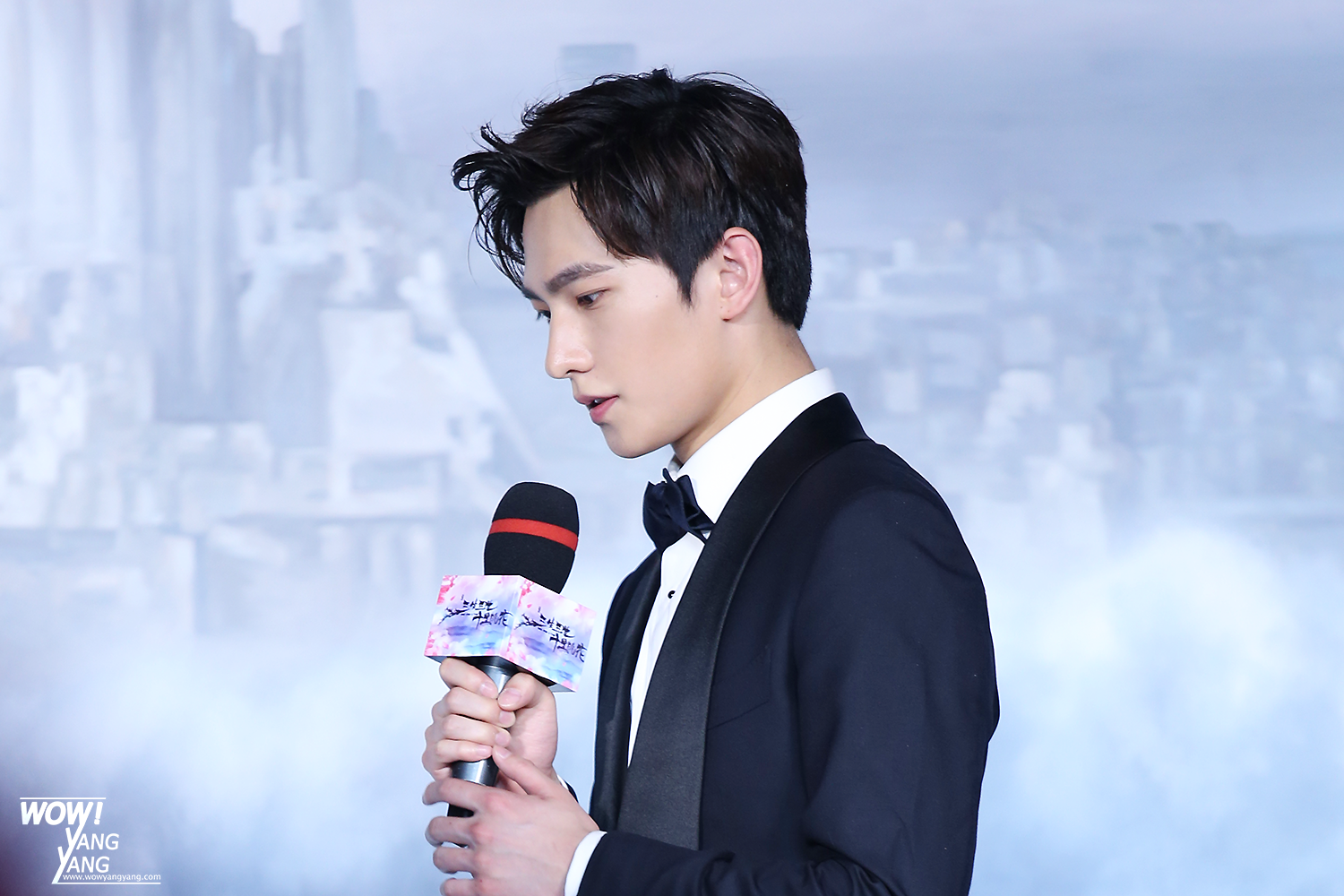
Ян Ян на прес-конференції «Одного разу» у 2017 році

У 2017 році Ян знявся разом з Лю Їфей в романтичному фентезійному фільмі «Одного разу».
У 2018 році Ян знявся у фентезійному екшн-серіалі «Бойовий всесвіт». Forbes China включив Яна до свого списку «30 до 30 Азія 2017», який складався з 30 впливових людей віком до 30 років, які мали значний вплив у своїх галузях.
У 2019 році Ян зіграв головну роль Є Сю в кіберспортивному серіалі «Аватар короля».
У 2020 році Ян знявся в бойовику «Авангард» разом з Джекі Чаном. Того ж року Ян отримав роль у фільмі «Ти моя слава» разом із Ділрабою Ділмурат. Через великий ажіотаж до серіалу завдяки популярності її оригінального твору (роман з такою ж назвою), цей серіал успішно зібрав загалом 4 мільярди переглядів у всьому світі. Пізніше того ж року його обрали на головну роль у серіал, заснована на військовому жанрі, «Слава спецназу» (режисера Сюй Цзічжоу).
У 2022 році він зіграв головну роль у фентезійному романтичному серіалі під назвою «Хто править світом» разом із Чжао Лусі, який знятий за романом автора Цін Лен'юе.

## Інші види діяльності
У січні 2016 року Ян став першим артистом, який був зображений на поштовій марці Пошти Китаю.
19 лютого 2017 року воскова фігура Яна була виставлена в Музеї мадам Тюссо в Шанхаї. 19 липня 2017 року Його друга воскова фігура була виставлена в Музеї мадам Тюссо в Пекіні.
У грудні 2020 року британський бренд предметів розкоші Dunhill оголосив Яна своїм новим глобальним представником бренду.
У вересні 2021 року Bulgari призначив Яна своїм новим прес-секретарем.

## Фільмографія

### Фільми
| Рік  | Українська назва                          | Китайська назва  | Роль                | Примітки |
| ---- | ----------------------------------------- | ---------------- | ------------------- | -------- |
| 2011 | «Заснування партії»                       | 建党伟业         | Ян Кайчжи           | [ 6 ]    |
| 2012 | «Радісне возз'єднання»                    | 饮食男女2012     | Шичже (у дитинстві) | [ 45 ]   |
| 2015 | «Нестерпна легковажність інспектора Фана» | 暴走神探         | Чжаньши У           | [ 46 ]   |
| 2015 | «Ліве вухо»                               | 左耳             | Сюй Ї               | [ 12 ]   |
| 2016 | «Я належав тобі»                          | 从你的全世界路过 | Мао Шиба            | [ 28 ]   |
| 2017 | «Одного разу»                             | 三生三世十里桃花 | Є Хуа               | [ 31 ]   |
| 2020 | «Авангард»                                | 急先锋           | Лей Чжень Юй        | [ 36 ]   |

### Телесеріали
| Рік  | Українська назва                  | Китайська назва  | Роль                   | Мережа                                        | Примітки |
| ---- | --------------------------------- | ---------------- | ---------------------- | --------------------------------------------- | -------- |
| 2010 | «Сон у червоних особняках»        | 红楼梦           | Цзя Баоюй              | QTV                                           | [ 4 ]    |
| 2011 | «Мелодія молоді»                  | 青春旋律         | Нін Хао                | CCTV                                          | [ 47 ]   |
| 2012 | «Війна сльозам не вірить»         | 战争不相信眼泪   | Ду Чан'ю               | STV                                           | [ 8 ]    |
| 2012 | «Оновити 3+7»                     | 刷新3+7          | Хе Тяньцзе             | Dragon TV                                     | [ 48 ]   |
| 2013 | «Легенди богині Ло»               | 新洛神           | Цао Чжи                | Jiangsu TV                                    | [ 49 ]   |
| 2013 | «Останнє завоювання»              | 武间道           | Бай Няньшен            | Sichuan TV                                    | [ 9 ]    |
| 2013 | «Квіти пінелії тернатої»          | 花开半夏         | Лу Юйань               | Hunan TV                                      | [ 10 ]   |
| 2014 | «Ліхтарі»                         | 花灯满城         | Фей Юй                 | Hunan TV                                      | [ 50 ]   |
| 2014 | «Крихітні часи»                   | 小时代之折纸时代 | Ніл                    | Youku                                         | [ 51 ]   |
| 2015 | «Четвірка»                        | 少年四大名捕     | У Цін                  | Hunan TV                                      | [ 52 ]   |
| 2015 | «Втрачена гробниця»               | 盗墓笔记         | Чжан Цілін             | iQiyi                                         | [ 17 ]   |
| 2015 | «Дівчина-вихор»                   | 旋风少女         | Жо Бай                 | Hunan TV                                      | [ 19 ]   |
| 2016 | «Твоя спокуслива посмішка»        | 微微一笑很倾城   | Сяо Най                | Dragon TV, Jiangsu TV                         | [ 25 ]   |
| 2016 | «Мій чарівний чоловік»            | 我的蠢萌老公     | Ян Кан                 | iQiyi                                         | [ 53 ]   |
| 2018 | «Хроніки містечка з назвою Цзянь» | 茧镇奇缘         | Хуан Можу              | Mango TV                                      | [ 54 ]   |
| 2018 | «Бойовий всесвіт»                 | 武动乾坤         | Лінь Дун               | Dragon TV                                     | [ 32 ]   |
| 2019 | «Аватар короля»                   | 全职高手         | Є Сю / Є Цю            | Tencent                                       | [ 35 ]   |
| 2020 | «Разом»                           | 在一起           | Юе Бін                 | Dragon TV                                     | [ 55 ]   |
| 2021 | «Ти моя слава»                    | 你是我的荣耀     | Юй Ту                  | Tencent                                       | [ 56 ]   |
| 2022 | «Хто править світом»              | 且试天下         | Фен Ланьсі / Хей Фенсі | Tencent                                       | [ 57 ]   |
| 2022 | «Слава спецназу»                  | 特战荣耀         | Янь Поюе               | Tencent, Youku, iQIYI, Dragon TV, Zhejiang TV | [ 38 ]   |
| 2023 | «Мій феєрвекр на Землі»           | 我的人间烟火     | Сун Янь                | Hunan TV                                      |          |

### Короткі фільмм
| Рік  | Українська назва                                    | Китайська назва   | Замітки/Примітки |
| ---- | --------------------------------------------------- | ----------------- | ---------------- |
| 2016 | «У пошуках легенди про Ніань»                       | 寻年传说          |                  |
| 2016 | «Шоу про їжу компанії „Be & Cherry“»                | 百草味演吃会      | [ 58 ]           |
| 2016 | «Острів зцілення»                                   | 治愈之岛          | [ 59 ]           |
| 2016 | «Квіти жасмину»                                     | 茉等花开          | [ 60 ]           |
| 2016 | «Мій VR-хлопець»                                    | 我的VR男友        | [ 61 ]           |
| 2016 | «Я ваш телефон Яна Яна»                             | 我是你的咩咩phone | [ 62 ]           |
| 2016 | «Посмішка Ї Q»                                      | 衣q博士的微微一笑 | [ 63 ]           |
| 2017 | «Подорожуйте крізь привабливу посмішку»             | 穿越笑倾城        | [ 64 ]           |
| 2017 | «Магічна подорож у Ліліпутії»                       | 小人国奇幻之旅    | [ 65 ]           |
| 2017 | «Кохання Жасмина»                                   | 茉莉之恋          | [ 66 ]           |
| 2017 | «Кохання у бік смерті та відродження»               | 爱向死而生        | [ 67 ]           |
| 2017 | «Захисти й ніколи не відпускай»                     | 守护不放          |                  |
| 2018 | «Музика для зізнання Жасмина в справжньому коханні» | 音为茉莉 真情告白 | [ 68 ]           |
| 2019 | «Вибрана зірка»                                     | 摘星者            | [ 69 ]           |
| 2019 | «1970, Я — головний герой»                          | 70年，我是主角    | [ 70 ]           |

### Вар'єте
| Рік  | Англійська назва                          | Китайська назва    | Роль                       | Мережа      | Замітки/Примітки |
| ---- | ----------------------------------------- | ------------------ | -------------------------- | ----------- | ---------------- |
| 2013 | «Зоряний солдат»                          | 防务精英之星兵报到 | Учасник акторського складу | Beijing TV  | [ 71 ]           |
| 2015 | «Діви відправляються в подорож» (сезон 2) | 花儿与少年         | Учасник акторського складу | Hunan TV    | [ 14 ]           |
| 2020 | «Непереборний»                            | 元气满满的哥哥     | Учасник акторського складу | Hunan TV    | [ 72 ]           |
| 2021 | «Періпл молоді» (сезон 3)                 | 青春环游记         | Учасник акторського складу | Zhejiang TV |                  |

### Музичні кліпи
| Рік  | Англійська назва                   | Китайська назва | Виконавець                              | Замітки/Примітки |
| ---- | ---------------------------------- | --------------- | --------------------------------------- | ---------------- |
| 2010 | «Granting Me a Red Mansions Dream» | 许我一个红楼梦  | Лінь Шень                               |                  |
| 2017 | «For My 17-year-old Self»          | 给17岁的自己    | Акторський склад фільму «Таємний фрукт» | [ 73 ]           |

### Театр
| Рік  | Українська назва           | Китайська назва | Роль      | Замітки/Примітки |
| ---- | -------------------------- | --------------- | --------- | ---------------- |
| 2009 | «Сон у червоних особняках» | 红楼梦          | Цзя Баоюй |                  |

## Дискографія

### Сингли
| Рік  | Англійська назва                               | Китайська назва  | Альбом                         | Замітки/Примітки                                                   |
| ---- | ---------------------------------------------- | ---------------- | ------------------------------ | ------------------------------------------------------------------ |
| 2011 | «Dandelion»                                    | 蒲公英           | «Melody of Youth OST»          | з Чжоу Мі, Ма Су, Цзян Менцзє та Су Цін                            |
| 2015 | «Fly with a Carefree Heart»                    | 放心去飞         | «The Left Ear OST»             | з Охо Оу та Ху Ся                                                  |
| 2015 | «Divas Hit the Road»                           | 花儿与少年       | «Divas Hit the Road OST»       |                                                                    |
| 2015 | «Tender Love»                                  | 安心的温柔       | Сингл без альбому              | [ 21 ]                                                             |
| 2016 | «Summer's Smooth Hair Dance»                   | 夏日顺发舞       | Сингл без альбому              | Рекламна пісня шампуню бренду «Rejoice»                            |
| 2016 | «One Smile is very Beautiful»                  | 微微一笑很倾城   | «Твоя спокуслива посмішка OST» |                                                                    |
| 2016 | «Love Is Crazy»                                | 爱是一个疯字     | Сингл без альбому              | [ 76 ]                                                             |
| 2016 | «Sunshine in the Eyes»                         | 瞳孔里的太阳     | Сингл без альбому              | Рекламний сингл до Всесвітнього дня боротьби зі СНІДом у 2016 році |
| 2016 | «Father and Son»                               | 父子             | Сингл без альбому              | з Тун Тєсінь                                                       |
| 2017 | «Three Lifetimes, Ten Miles of Peach Blossoms» | 三生三世十里桃花 | «Once Upon a Time OST»         | з Лю Їфей                                                          |
| 2017 | «Just Like IDOL»                               | 就象是IDOL       | Сингл без альбому              | [ 79 ]                                                             |
| 2017 | «Power of Love»                                | 爱的力量         | Сингл без альбому              | Благодійна пісня для Спеціального фонду Sunshine                   |
| 2018 | «My Spring Gala My Year»                       | 我的春晚我的年   | Сингл без альбому              | Виконання для новорічного гала-концерту від CCTV                   |
| 2018 | «The Best»                                     | 最好             | Сингл без альбому              | [ 81 ]                                                             |
| 2018 | «Forever Young»                                |                  | Сингл без альбому              | [ 81 ]                                                             |

## Нагороди та номінації
| Рік  | Церемоня                                                                    | Категорія                                    | Робота                     | Результат | Примітки      |
| ---- | --------------------------------------------------------------------------- | -------------------------------------------- | -------------------------- | --------- | ------------- |
| 2009 | 4-та Премія «Оцінка знаменитостей за BQ»                                    | Нагорода новачкам                            | Н/Д                        | Перемога  |               |
| 2010 | Фестиваль фанатів від Mango TV                                              | Краща пара                                   | «Сон у червоних особняках» | Перемога  | [ 82 ]        |
| 2011 | Премія «Китайська сила»                                                     | Найпрекрасніша нова зірка                    | Н/Д                        | Перемога  | [ 83 ]        |
| 2011 | Премія розваг від Sohu                                                      | Нове обличчя                                 | Н/Д                        | Перемога  | [ 84 ]        |
| 2015 | Карнавал фанатів від Baidu Tieba                                            | Кращий артист з трендів                      | Н/Д                        | Перемога  | [ 85 ]        |
| 2015 | Премія «Чоловіки року від Bazaar»                                           | Найпривабливіша зірка року                   | Н/Д                        | Перемога  | [ 86 ]        |
| 2015 | Фестиваль слави китайського кампусу мистецтва                               | Найпопулярніший актор                        | «Четвірка»                 | Перемога  | [ 87 ]        |
| 2015 | 4-та Карнавальна ніч багатьох відомих зірок від iQiyi                       | Нагорода за популярність (телеактори)        | «Втрачена гробниця»        | Перемога  | [ 22 ]        |
| 2015 | 8-ма Премія китайської телевізійної драми                                   | Найобговорюваніший актор                     | Н/Д                        | Перемога  | [ 23 ]        |
| 2015 | 8-ма Премія китайської телевізійної драми                                   | Найбільш впливовий актор у медіа             | Н/Д                        | Перемога  | [ 23 ]        |
| 2016 | Ніч L'Officiel                                                              | Найпопулярніший актор                        | Н/Д                        | Перемога  | [ 88 ]        |
| 2016 | Прес-конференція Baidu Moments                                              | Найбільш комерційно-цінний артист (чоловіки) | Н/Д                        | Перемога  | [ 89 ]        |
| 2016 | 13-та Премія «Чоловік Esquire у своєму кращому вигляді»                     | Найбільш комерційно-цінний артист            | Н/Д                        | Перемога  | [ 90 ]        |
| 2016 | Премія моди від Sohu                                                        | Найпопулярніша знаменитість (чоловіки)       | Н/Д                        | Перемога  | [ 91 ]        |
| 2016 | Премія «Молодий вибір від Youku»                                            | Артист року                                  | Н/Д                        | Перемога  | [ 92 ] [ 93 ] |
| 2016 | Премія «Молодий вибір від Youku»                                            | Постать заголовків UC 2016                   | Н/Д                        | Перемога  | [ 92 ] [ 93 ] |
| 2017 | 2-га Церемонія «Китайських якісних телевізійних драм»                       | Найпопулярніший актор за якістю              | «Твоя спокуслива посмішка» | Перемога  | [ 94 ]        |
| 2017 | Комуністичний союз молоді Китаю (КСМК)                                      | Медаль «4-го травня»                         | Н/Д                        | Перемога  | [ 95 ]        |
| 2017 | 14-та Премія «Чоловік Esquire у своєму кращому вигляді»                     | Чоловік року                                 | Н/Д                        | Перемога  | [ 96 ]        |
| 2017 | 14-та Премія «Чоловік Esquire у своєму кращому вигляді»                     | Артист року                                  | Н/Д                        | Перемога  | [ 96 ]        |
| 2017 | 11-та Премія «Зірка Tencent Video»                                          | VIP Зірка року                               | Н/Д                        | Перемога  | [ 97 ]        |
| 2018 | 12-та Премія «Зірка Tencent Video»                                          | VIP Зірка року                               | Н/Д                        | Перемога  | [ 98 ]        |
| 2018 | Премія «Вибір від Youku»                                                    | Найцінніша зірка                             | Н/Д                        | Перемога  | [ 99 ]        |
| 2018 | Китайський гала-концерт на день Молоді                                      | Видатний юний актор                          | Н/Д                        | Перемога  | [ 100 ]       |
| 2018 | Комуністичний союз молоді Китаю (КСМК)                                      | Видатна молодь                               | Н/Д                        | Перемога  | [ 101 ]       |
| 2018 | 15-та Премія «Чоловік Esquire у своєму кращому вигляді»                     | Видатний артист Материкового Китаю           | Н/Д                        | Перемога  | [ 102 ]       |
| 2018 | Золота премія Data Entertainment                                            | Найбільш цінний артист у рекламі (чоловіки)  | Н/Д                        | Перемога  | [ 103 ]       |
| 2019 | Саміт китайської розважальної індустрії (Перемія «Золота скалезубова риба») | Найбільш комерційно-цінний артист            | Н/Д                        | Перемога  | [ 104 ]       |
| 2019 | Золота Брунька — Четвертий фестиваль Мережевих фільмів і телесеріалів       | Кращий актор                                 | «Аватар короля»            | Номінація | [ 105 ]       |
| 2019 | China Newsweek                                                              | Персона року                                 | Н/Д                        | Перемога  | [ 106 ]       |
| 2019 | Премія багатьох відомих зірок від Tencent Video                             | VIP Зірка                                    | Н/Д                        | Перемога  | [ 107 ]       |
| 2019 | Премія багатьох відомих зірок від Tencent Video                             | Телеактор року                               | «Аватар короля»            | Перемога  | [ 107 ]       |
| 2020 | 7-ма Церемонія премія Актори Китаю                                          | Кращий актор (вебсеріал)                     | Н/Д                        | Номінація | [ 108 ]       |
| 2020 | Премія багатьох відомих зірок від Tencent Video                             | VIP Зірка                                    | Н/Д                        | Перемога  |               |

### Forbes China Celebrity 100
| Рік  | Місце в рейтингу | Примітки |
| ---- | ---------------- | -------- |
| 2017 | 5-й              | [ 109 ]  |
| 2019 | 27-й             | [ 110 ]  |
| 2020 | 44-й             | [ 111 ]  |

## Оцінка актора
Ян Ян перетворився з танцюриста на актора з фільмом «Сон у червоних особняках». Його красивий вигляд є ясним і ніжним, а загальний його вигляд видається одночасно і стародавній і сучасний. Він володіє як стилем, який може адаптуватися як до сучасної моди, так і до класичної з елегантним темпераментом (огляд від Sina).
Ян Ян, який закінчив навчання з військового мистецтва та пішов в армію, має гарне тіло, а також зовнішній вигляд, він може вільно вдягати всі типи одягу, а його унікальний стиль одягу також свідчить про його молоду життєву силу. Незалежно від того, чи це старовинні чи сучасні костюми, чи то стандартні костюми чи вільний одяг, або навіть вбрання у невиразному вбивчому стилі із чубчиком, що закриває очі, у фільмі «Втрачена гробниця», Ян Ян покладається на свої довгі ноги та гарну зовнішність, щоб вільно контролювати свій образ (огляд від Xinhua Net і Sohu).
Від Цзя Баоюй у його дебюті «Мрія червоних особняків» до Сюй Ї в «Лівому вусі», маленького майстра Чжана Ціліна у «Втраченій гробниці» та старшого брата Жуо Бая в «Дівчині-вихорі» — кожна роль має свої особливості. Кожен персонаж є різним. Ян Ян час від часу відточував свої акторські навички у серіалах та фільмах. Він уже вміє вселяти молодість, загадковість, серйозність у героїв із різних проєктів. Спецефекти у фільмі «Одного разу» формуються у процесі підготовки до зйомок фільму, а також демонструють старанність працівників зі створення моделей (огляд від Netease entertainment).
Яном Яном, як актором, широко цікавляться і люблять як в середині індустрії, так і за її межами, а його любов до своєї роботи та відданість добре відомі у сфері. Кожну роль він сприймає серцем, добре виконує свою роботу та зображує хорошу соціальну молодь через свою справжню особистість. Його серйозність і працьовитість були визнані як у галузі, так і за її межами. Ян Ян завжди захоплювався ініціативами громадського добробуту, від видатних молодих виконавців «The Flowers of May» до «National Upgrading of Good Youths», він використовує свій вплив, щоб спонукати своїх шанувальників взяти на себе відповідальність за суспільний добробут та з ентузіазмом жертвує гроші, що поширювати любов та впливати на оточення практичними діями. Його фанати та публіка в усі часи поширюють позитивну енергетику добра та молодості (огляд від Sina).

## Виноски
1. 1 2 3  В оригіналі — англ. Esquire Man At His Best Awards.
2. ↑  Англійською мовою — англ. Golden Bud - The Fourth Network Film And Television Festival.